# Универсальный магазин Барбура
«Универсальный магазин Барбура» (англ. Barbour's General Store) — краеведческий музей и туристический центр в Сент-Джоне провинции Нью-Брансуик (Канада). Представляет собой подлинное здание универсального магазина XIX века, сохранившееся и использующееся для воссоздания викторианской эпохи. Музей расположен на пересечении улиц Кинг-стрит и принца Уильяма и входит в городской исторический заповедник Тринити-Ройял. 22 августа 2015 года магазин был вновь открыт как действующий деловой и местный информационный центр.

## История
Музей был основан в 1967 году. Здание магазина было построено в середине 1800-х годов на севере провинции Нью-Брансуик и использовалось в качестве универсального магазина с 1860-х по 1940-е годы. В конце 1960-х годов здание было перенесено в Сент-Джон и отбуксировано вниз по реке Сент-Джон. Сохранение здания и воссоздание универсального магазина с историческими артефактами финансировалось фондом G.E. Barbour Company, в честь которой музей и был назван.
Идея создания музея пришла к местному бизнесмену Ральфу Бренану, который работал в G.E. Barbour Company. Бренан был встревожен, обнаружив, что его внучка не знала, что такое уголь или многие другие обычные предметы из его собственного детства и решил восполнить недостаток знаний о местной истории для своей внучки и других детей этого района, основав музей в центре Сент-Джона.

## Описание
Универсальный магазин воссоздан с использованием исторических артефактов, которые можно было бы увидеть на полках местного магазина той эпохи. В экспозиции музея представлены такие товары, как одежда, обувь, головные уборы, консервированный табак, лекарства, предметы домашнего обихода, включая инструменты, лампы, настольные игры и утюги, а также местные предметы, такие как мыло-сюрприз, производившееся в соседнем городе Сент-Стефан, и Патока Кросби, сделанная в Сент-Джоне.